# Litet marskgräs
Litet marskgräs (Spartina maritima) är en gräsart som först beskrevs av William Curtis, och fick sitt nu gällande namn av Merritt Lyndon Fernald. Enligt Catalogue of Life ingår Litet marskgräs i släktet marskgräs och familjen gräs, men enligt Dyntaxa är tillhörigheten istället släktet marskgräs och familjen gräs. Arten har ej påträffats i Sverige. Inga underarter finns listade i Catalogue of Life.

## Bildgalleri

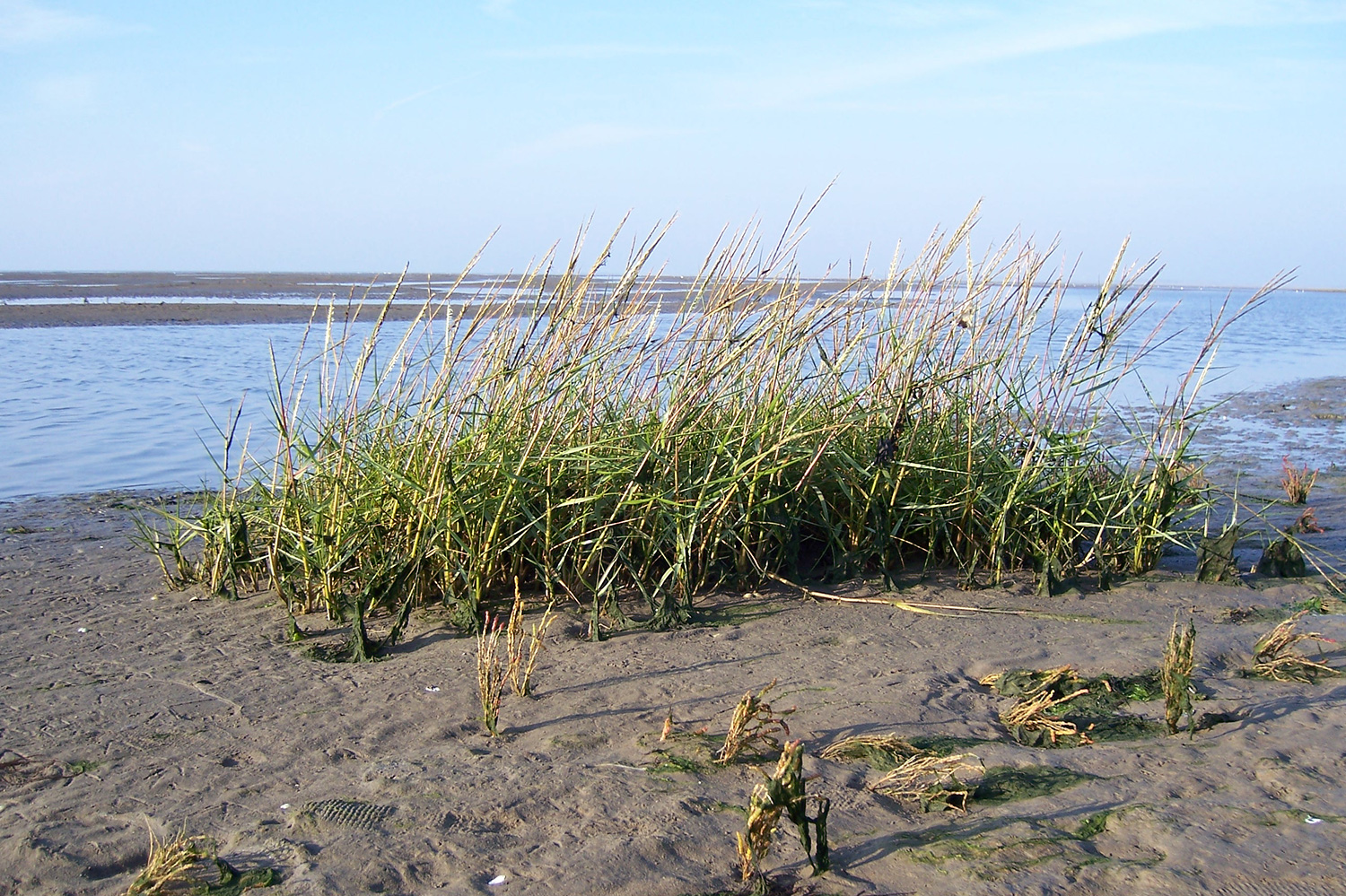